# Hønefoss
Hønefoss är en tätort och stad som utgör centralort i Ringerike kommun i Buskerud fylke i sydöstra Norge.
Hønefoss är en central knutpunkt i östra Norge. Härifrån går bland annat järnväg till Bergen, Drammen och Oslo, samt till Gjøvik via Roa. Via Hønefoss går dessutom motorvägen E16 till Vestlandet via Valdres, samt riksväg 7 till Hallingdal. Riksväg 35 från Hokksund går också via staden.

## Fakta om staden
Hønefoss fick stadsstatus 1852 och är idag ett naturligt handelscentrum för befolkningen i kommunerna Ringerike, Hole och Jevnaker. Staden ligger som den nordligaste punkten i en triangel med Drammen i söder och Oslo i sydost. I dagens moderna småstad bor det omkring 15 000 invånare, fördelat på områdena på nordsidan (Nordsida) och sydsidan (Sørsida) av staden. Dessa platsbegrepp uppstod som följd av att staden egentligen uppstod på nordsidan av älven Begna. Från slutet av 1870-talet växte den moderna delen av staden fram på sydsidan av älven.
Staden fick sitt stadsvapen genom kunglig resolution den 15 maj 1902. Det tecknades av myntgravören Ivar Throndsen och hade ett motiv som syftade på stadens bakgrund och ursprung. När stadskommunen vid årsskiftet 1963/1964 gick upp i den nya storkommunen Ringerike beslutades att låta den gamla banken Hønefoss Sparebank få rätt att använda det gamla stadsvapnet.

## Namnets ursprung
Den plats vi idag känner som Hønefoss har inte alltid använt detta namn. På 1300-talet gick platsen runt vattendraget under namnet Weienfoss, vilket antyder att vattendraget som fanns där ägdes av storgården Weien (idag Veien i Heradsbygda). Detta bevisas också i ett gammalt diplom från 11 juli 1337 (finns i Arnemagnæanska samlingen i Köpenhamn), där man kan läsa att adelsmannen Ogmund på Veigin tillerkänner prästerna vid Maria Kirke i Oslo rätten att ta virke i Weiens skog. På nordsidan av vattendraget var emellertid situationen en annan: marken tillhörde storgården Hønen. Det var efter att sågverken började uppföras på den här sidan av vattendraget som namnet Hønefoss kom i bruk. Det finns belägg för att namnet användes under 1600-talet och 1700-talet. I dagligt tal blev emellertid platsen bara omtalad som "Sagene" lokalt, och det dröjde fram till 1914 innan namnet blev officiellt.
Namnet är en sammansättning av orden høne och foss. Sista ledet i ordet är väl självförklarande, men första ledet, høne, är mer tvetydigt. Det har emellertid ingenting med hönsfågel att göra. Forskarna strider om ursprunget till ordet, som kan ha med både en terrängbeskrivning och gammal gudalära att göra. Således menar någon  att høne kan betyda hjørne, och ha med floden att göra. Den slingrar sig ganska mycket i detta område och bildar på flera platser hjørner. En annan möjlig förklaring kan vara guden Høn, som är en sidogud till guden Ullr, men detta vet man alltså inte.

## Stadens grundande
Runt sågarna vid forsen växte staden Hønefoss fram. Man tror att de första sågarna byggdes omkring 1620. Dessförinnan fanns vattenkvarnar. År 1640 finns det sex sågar i drift runt forsen. Några år senare var antalet arton. På 1600-talet var vattenflödet mycket större och bredare än idag. Mitt ute i strömmen låg en ö, Øya. Øyebakken, mitt i staden (strax vid stadsbron), ligger där än idag som ett minne av ön.

## Broarna över forsen

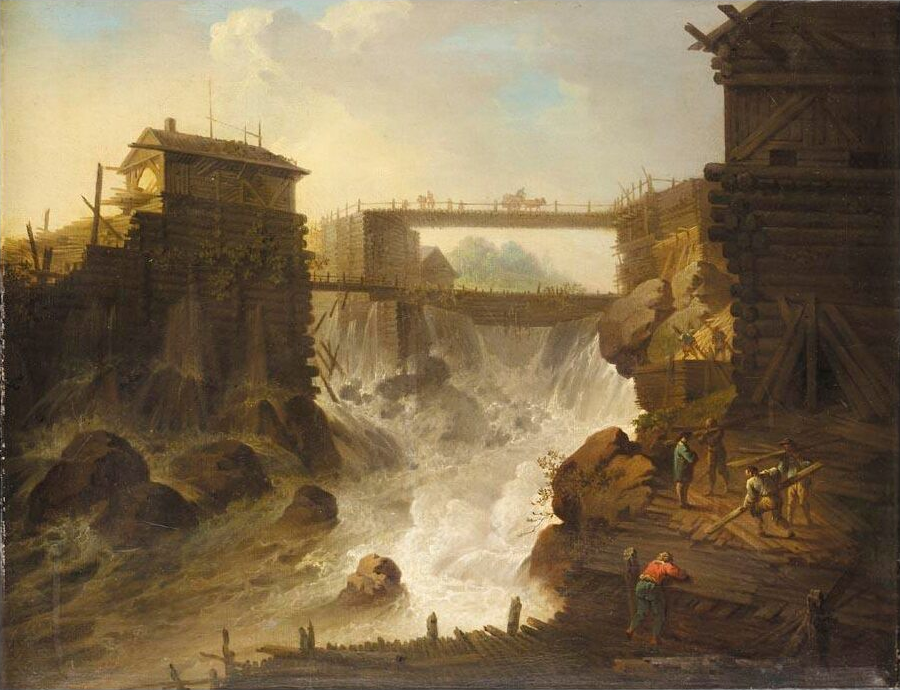
Broar vid Hønefossen på 1700-talet.

Hønefossen är mäktig än idag, även om den nu har minskat i storlek. Bron som går över vattendraget idag stod färdig till stadens 100-årsjubileum. Den gamla stadsbron var inte längre representativ nog för staden, som år 1949 beslöt att uppföra en ny bro över forsen. Man tog bort taket på den gamla kraftstationen vid södra änden av bron och använde resterna som fundament för den nya bron. Bildhuggaren Ståle Kyllingstad skapade de två björnarna som står på ömse sidor om brons nordände. De placerades där den 15 maj 1952. 

Det har dock stått många broar på platsen. Den första kända bron över forsen anlades här vid 1600-talets början. Den förstördes i en storm år 1701. Søren Hanssen Lemmich fick uppdraget att bygga en ny bro över forsen, och fick hjälp av stadsborna att bygga den. Även den ödelades av en storm, år 1754, och Søren Moss fick i uppdrag att bygga en ny. Den stod färdig år 1757 och fick namnet Mossebrua, men den förstördes år 1788. Moss lät dock bygga en ny bro över floden som stod färdig 1793. Den blev illa åtgången vid nästa storm år 1804, men var användbar ända till 1860, då den slutgiltigt ödelades. Iver Sætrang fick i uppdrag att bygga en ny bro, som stod färdig år 1862. Han fick namnet Bru-Iver efter byggandet. År 1898 kom det en gångbro på varje sida av bron, som stod hel fram tills den nya stadsbron kom år 1952.

## Köpstaden Hønefoss
Tanken om en stad vid forsen lanserades redan 1839. Det var det etnologen och historikern Ludvig Daae som gjorde, genom en artikelserie i Morgenbladet. Han lanserade staden som en av de elva nya möjliga städerna i landet, men det skulle alltså gå en hel del år innan detta hände. År 1841 söker emellertid Norderhov representantskap i Buskerud amt om att få Hønefoss anlagd som stad, men får avslag. Tanken om en stad vid forsen var emellertid då så central att saken inte fick ligga i ro särskilt länge efter avslaget. Redan år 1842 föreslår stortingsrepresentanterna Thor Breisen (Ringerike) och Christopher Simonsen Fougner (Hole) att Hønefoss ska bli en köpstad. Det skulle dock dröja flera år innan något hände i saken, men mot slutet av 1840-talet satte sig Stortingets näringskommité nummer två för att utreda frågan om två nya köpstäder, Hønefoss och Odnes. Nu kastade sig också flera andra in i kampen om att få stadsstatus, bland annat de lokala arbetarföreningarna. Vintern 1849/1850 sänder arbetsföreningarna ett brev till kung Oscar I i Stockholm om att Hønefoss måste bli köpstad ("Hønefods maatte blive Kjøbstad"). Den 24 juni 1851 inkommer Schweigaard och hans utskott med sitt förslag att Hønefoss skulle väljas som köpstad före Odnes. Staden fick sina stadsrättigheter den 22 april 1852 efter att kommittén beslutade om "Oprettelse av kjøbstad ved Hønefos i Norderhovs præstegjeld, Buskeruds Amt" den 3 september 1851.

## Riddargården och andra kulturminnen
Riddargården (norska: Riddergården) är ett kulturminne som inte kan undgås. Den ligger idylliskt till på platsen där Randselva (från Randsfjorden) och Begna möts strax nedanför Hønefossen. Denna plats kallades förr för Bilthuggertangen, eftersom det en gång bodde en bildhuggare här. Platsen är även känd som utbyggnad ur Sagfogd Fredrik Ridder (1756-1798) någon gång på 1780-talet. På en av dörrarna står det emellertid "Riddergaarden bygget anno domini 1732", så det är därför osäkert när byggnaden egentligen uppfördes. Glatvedt, som senare blev hotell, låg också på denna plats och blev på sin tid byggt av Lars Ridder (1738-1794). Glatvedt Hotell, som byggdes av tre i så kallad schweizerstil, brann dock ner till grunden 1941. Riddargården står alltjämt kvar och är en stor sevärdhet och ett centrum för många kulturarrangemang under sommarhalvåret.
Egendomen där Riddargården ligger var aldrig i familjen Ridders ägo, men var arvfäst av gården Hønen. Arvfästet var emellertid av den art att ägaren varken kunde ta tillbaka tomten eller förhöja grundpriset, som var på 25 riksdaler om året. År 1961 donerade dock de sista arvingarna till Riddargården gården till Hønefoss kommune, mot bruksrätt så länge de levde. Thorolf Ridder levde längst, och avled år 1968. Därmed gick ägarrättigheterna över till kommunen (då Ringerike), som sedan 1964 har förvaltat den genom Ringerike Museum.
Bland andra kulturminnen som kan nämnas är det gamla fängelset som ligger mitt i stadens centrum. Då det nya Ringerike kretsfengsel byggdes, strax utanför Tyristrand, blev det gamla Hønefoss ett hjälpfängelse som stod tomt (nedlagt år 1996). De gamla träbyggnaderna var dock för fina för att rivas, så det beslutade om att finna ett nytt ändamål för lokalerna. Efter att ha genomgått en totalrenovering uppstod fängelsebyggnaderna som ett modernt kafé och restaurang. Restaurangen har 60 sittplatser inne och 125 platser ute i den tidigare fängelsegården. Rättssalen med tillhörande sidorum, 13 celler och cellgångar används idag för konserter, föredrag, utställningar, teater, möten och specialarrangemang.
Regeringen beslutade att bygga 7 nya fängelser år 1842. År 1859 hade planerna kommit så långt att det beslutades att två av dessa skulle ligga i Buskerud, ett i Hønefoss och ett i Hokksund. Men först år 1863, efter att arkitekt Henrik Thrap-Meyer (1833-1910), kom man igång med byggandet. Det "nya" fängelset öppnades den 22 januari 186? och hade då plats för 17 interner fördelat på 12 celler. Därutöver disponerade polisen två celler.

## Stadsbränder och brandväsen
Staden har ett eget brandväsen sedan 1855. Det kom i stånd efter den stora stadsbranden som startade i Erik Tandbergs gård på nordsidan vid 15-tiden den 23 maj 1854, där 20 byggnader blev till aska. Endast 9 av byggnaderna var försäkrade. Vid halv sextiden på kvällen den 12 augusti 1878 bröt en ny storbrand ut på nordsidan, där man tror att en kastrull började brinna hos snickare Løkken. Trots stor hjälp av många brann 16 byggnader ner till grunden. Nio människor skadades dessutom i branden. Efter denna brand bestämdes det att staden skulle utvecklas på sydsidan av forsen. Brandväsendets första brandbil, en 1927 års modell av Mercedes, är fortfarande intakt och i brandväsendets ägo.

## Hønefoss kyrka

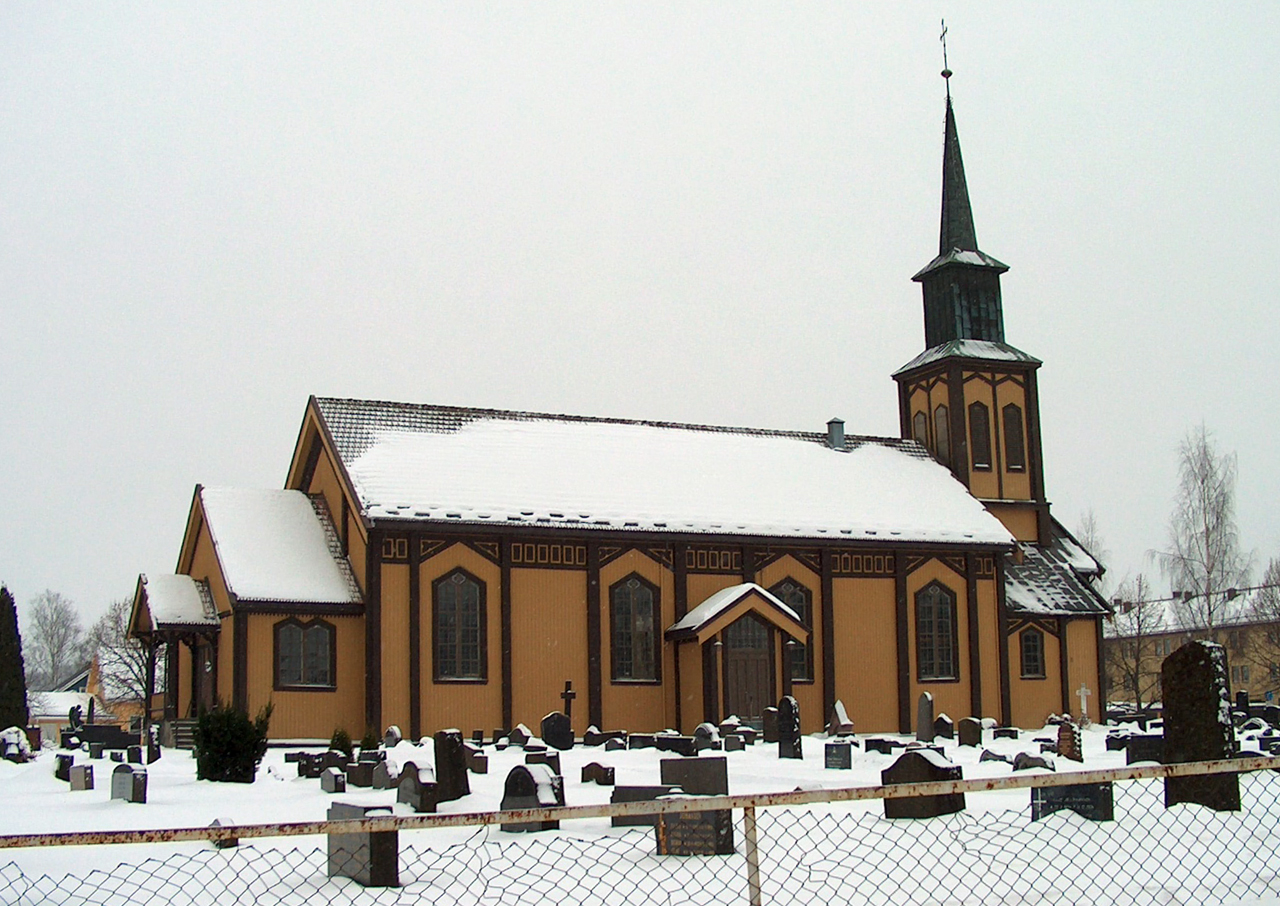
Hønefoss kyrka före branden

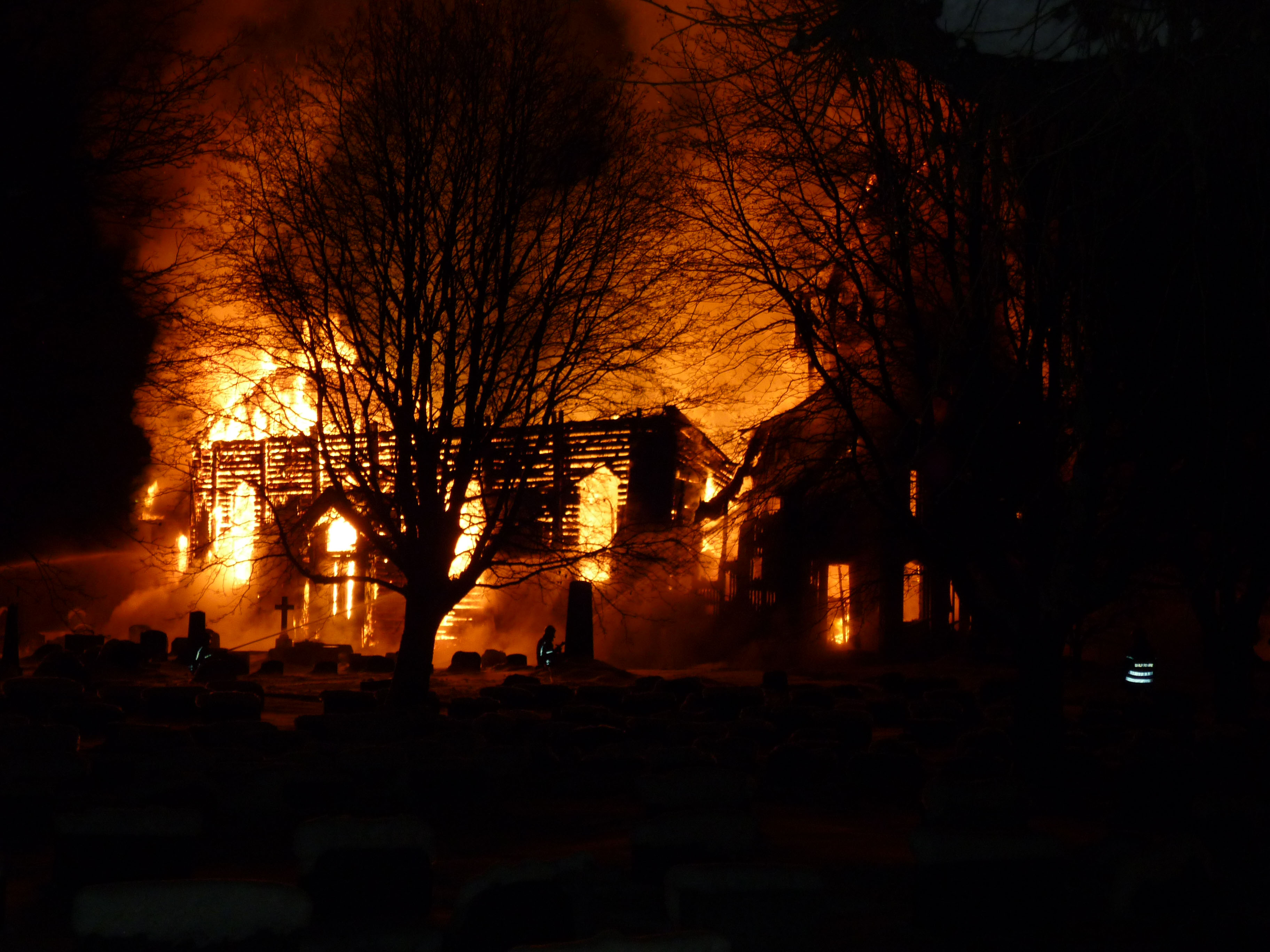
Hønefoss kyrke brinner i januari 2010

Den 4 december 1852 lade sockenpräst Johan Lynder Brun fram ett förslag för stadsstyret om att bygga en kyrka i Hønefoss. Platsen han föreslog låg på Weisens grund, men blev inte omedelbart accepterat. Istället tillsatte stadsrådet en kommitté för att se på saken, och redan den 29 december presenterade de resultatet. De föreslog platsen Braaten, men heller inte denna plats godtogs. Saken togs upp igen flera gånger under 1850-talet, och både sten- och träkyrkor diskuterades. Den 9 september 1858 lade emellertid fogden Ole Anton Owren fram ett förslag och ett utkast (tecknat av arkitekten Christian Heinrich Grosch) om en ny kyrka, som 12 mars 1859 accepterades av stadsstyret. Tomten köptes den 25 augusti 1860 och kyrkan invigdes den 10 december 1862. Kyrkan brann ned den 26 januari 2010.

## Järnvägen byggs
Den sista halvan av 1800-talet medförde en betydande teknologisk utveckling för Hønefoss och distrikten runt staden. Från att vara ett litet samhälle med näringsverksamhet knuten till forsen och sågverken, blev knuten till Drammen med järnväg år 1868 viktig för stadens industri och handel fram till 1900-talet.
Tanken om en direkt järnvägslinje lanserades redan 1846, då Land härradsstyre skrev till Indredepartementet och önskade en bättre kommunikation med Drammen, Tyrifjorden och Randsfjorden. Det skedde emellertid ingenting denna gången. År 1853 tillsatte Drammen en kommitté för att förbättra förbindelsen till Opplandet. Denna gång blev också en kanal utredd, men då den kunde användas endast under ena halvåret blev den inaktuell. År 1857 fick civilingenjör C. A. Pihl i uppdrag av Indredepartementet att utreda hur det skulle vara möjligt att anlägga en järnväg mellan Drammen och Randsfjorden, och hans rapport föreslogs redan den 31 maj 1858. Den konkluderade han med att det var fullt möjligt att bygga Randsfjordbanen, och han hade dessutom kostnadsberäknat projektet till att kosta 1 150 000 000 speciedaler. Detta var upplyftande nyheter och Drammens kommunstyre kallades in till möte om projektet i Hønefoss den 12 september 1859, där de enades om att bygga järnvägen.
Den 11 juni 1863 beslutade Stortinget med 65 mot 44 röster att låta banan byggas. Den 31 oktober 1866 öppnades den första sträckan. Den knöt ihop Vikersund och Drammen. Den 1 december 1867 blev också Skjærdalen vid Tyristrand knuten till linjen. Efter allt blev också arbetet med att bygga en järnvägsstation i Hønefoss färdigt, och den 12 oktober 1868 kunde tåget rulla helt från Drammen till Randsfjord station vid Randsfjorden. Randsfjordbanen, som den kallades, var den femte järnvägslinjen i landet. Persontrafiken lades ner den 26 maj 1968, efter 100 års bedrift. Den 7 januari 2001 lades också resten av all persontrafik ner på linjen, efter totalt 133 år i bruk. NSB förklarade detta med "På grund av minskning i persontrafiken"
Lördagen den 27 november 1909 öppnades Bergensbanen med ett stopp i Hønefoss. Den är fortfarande i bruk. Den 31 juli 1926 öppnades också Sperillbanen, som knyter ihop Finsand i Ådal med Randsfjord- och Bergensbanen. Den började byggas år 1921, men redan 1 juli 1933 beslutades om att persontrafiken på linjen skulle läggas ner. Konkurrensen med busstrafiken hade då blivit för stor. Den 1 augusti 1957 lades även godstrafiken ner på banan.

## Staden får gatulampor
Många tror att de största städerna var först ut med ström och gatulampor, men så var det inte i Hønefoss. År 1885 anlade Follum Træsliberi en 110V-generator som gav 10KW till belysning invändigt i fabriken. Samma år följde Hønefoss Brug efter, och därefter gick utvecklingen fort. Det gav positiva ringverkningar för staden att näringslivet låg i förkant teknologiskt. Redan år 1896 fick staden sin första gatubelysning. Detta var bara fem år efter Hammerfest, som var den första staden i Europa med gatubelysning. I Hønefoss blev 36 glödlampor anlagda, något som kostade staden 25 kronor styck varje år att driva. Det var firman Edward Lloyd Ltd., som etablerade sig i staden genom uppköpning av Hønefoss Brug år 1893, som gav staden möjligheten av att få gatubelysning.

## Sjösättning
Norges första ångfartyg blev sjösatt i Hønefoss år 1837, nedanför forsen som gav namn till staden. Båten hade namnet Kong Ring och blev byggd på Øya i Hønefoss. Den skulle frakta timmer och varor på floden och över Tyrifjorden till Svangstrand i Lier, men visade sig snart att vara för svag för uppdraget. En ny och kraftigare ångbåt, kallad Halvdan Svarte, blev därför byggd på Randsfjord i Jevnaker, och fraktade över Eggemoen och sjösattes på floden.
Hønefoss är inte känd som någon sjöfartsstad, men vid rådhuset finns det ett gammalt ankare som kan verka felplacerat. Ankaret var en gåva från Nederländerna och en symbol på att staden i sin tid sjösatte Norges förstbyggda ångfartyg där.

## Industri
Hønefoss hade tidigare en skidindustri med tillverkarna Alme & Brodahl och Splitkein.